# سم اسرایک
سَم اسرایک (انگلیسی: Sam Strike؛ زادهٔ ۱۸ ژانویهٔ ۱۹۹۴) یک هنرپیشه اهل بریتانیا است. وی از سال ۲۰۱۲ میلادی تاکنون مشغول فعالیت بوده‌است.
از فیلم‌ها یا مجموعه‌های تلویزیونی که وی در آن‌ها نقش داشته‌است می‌توان به شکارجوی ذهن، مهمانی هیولاها و شاهد خاموش اشاره نمود.